# Charles Deckers
Ne doit pas être confondu avec Charles Beckers.
Pour les articles homonymes, voir Deckers.
Charles Deckers, né à Anvers le 26 décembre 1924 et mort le 27 décembre 1994 à Tizi Ouzou en Algérie, est un père blanc belge assassiné dans le cadre d'une action terroriste menée par le GIA.
Il a travaillé pendant de nombreuses années en Algérie et milité pour le droit des femmes et des filles algériennes. Il est béatifié en même temps que les 18 autres martyrs d'Algérie, le 8 décembre 2018.

## Biographie
Charles Deckers naît à Anvers le 26 décembre 1924. Il est le troisième d'une famille qui comptera 9 enfants. Il fit du scoutisme à la 2e unité VVKS d'Anvers, au Collège Notre Dame - Onze Lieve Vrouwcollege.
En 1943, à Boechout, il entre chez les Missionnaires d'Afrique (les Pères blancs) en philosophie. En 1945, il accomplit son noviciat à Varsenare et poursuit ses études de théologie à Heverlee. Il est ordonné le 8 avril 1950. Interpellé par la montée du racisme en Europe et du nationalisme en Afrique, il s'intéresse de bonne heure à l'Islam et au dialogue entre les religions du Livre.
Nommé à Alger en 1950, il y fut aussi aumônier d'une troupe Scout de France dans la casbah.
À partir de 1955, il dirige un foyer pour jeunes à Tizi Ouzou en Kabylie. Par la suite, il y prend la direction d'un centre de formation professionnelle.
Après l'indépendance de l'Algérie en 1962, et tandis que de nombreux missionnaires rentrent au pays, il décide néanmoins de rester.
En 1972, il acquiert la nationalité algérienne. Reconnu pour son action, il est particulièrement bien intégré à la population de Kabylie, sa maîtrise de la langue l'aidant à se faire « Berbère avec les Berbères » ; il enseigne même l'arabe aux jeunes filles du collège de Tadmaït. Son influence sur la jeunesse déplaît. Le centre de formation est fermé et, désormais persona non grata, Charles Deckers est contraint de rentrer en Belgique en 1977.
En Belgique, il co-fonde un centre de documentation : El Kalima, pour apporter informations et soutiens auprès de ceux qui sont en contact avec la population maghrébine, au premier rang desquels, les enseignants. Pendant trois années il assure ainsi des missions d'inspection pédagogique pour l'enseignement libre.
Après avoir travaillé un temps au Yémen, il est de retour à Alger, en 1987, en tant que curé de la Basilique Notre-Dame d'Afrique. Fidèle à ses valeurs, il y recrée un centre de formation professionnelle et une association œuvrant à une meilleure compréhension entre catholiques et musulmans.
Le 27 décembre 1994, il rejoint trois autres Pères-blancs français, Christian Chessel, Jean Chevillard et Alain Dieulangard à Tizi Ouzou. Les quatre hommes sont interpellés par de faux policiers. Ils sont assassinés par le commando. Deux jours plus tard, le Groupe islamique armé qui entendait agir en représailles des quatre terroristes abattus lors de la prise d'otages du vol 8969 Air France revendique l'assassinat,.

### Béatification
Le 26 janvier 2018, le pape François reconnaît sa mort in odium fidei et signe le décret de béatification.
Le 8 décembre 2018, le père Deckers, avec les dix-huit autres martyrs d'Algérie, est béatifié à Oran par le cardinal Giovanni Becciu en présence de l'évêque anversois Johan Bonny, d'une vingtaine d'imams, ainsi que du ministre des Affaires religieuses algérien, Mohamed Aïssa.